# Пінчук Анатолій Миколайович
Анатолій Миколайович Пінчу́к (народився 20 грудня 1949 в селі Марківці Бобровицького району Чернігівської області) — український залізничник, лауреат Державної премії СРСР в галузі науки і техніки.

## Життєпис
З 1950 по 1964 проживав в селі Ярославка Бобровицького району, закінчив 8 класів Ярославської середньої школи, далі навчався та проживав у місті Києві.
Військова служба
Листопад 1968 року – квітень 1969 року – навчався в ВАШМ (Військово-авіаційній школі механіків) – м. Пушкін Ленінградської області. Закінчив по першому (вищому) розряду, спеціальність – механік по радіотехнічному (радіоелектронному) обладнанню винищувачів-перехоплювачів СУ-9, ЯК-28П, ТУ-128.
Квітень 1969 року – листопад 1970 року – механік, старший механік 1 класу,  командир відділення групи радіотехнічного обладнання 177 авіаційного полку (в/ч 10232), м. Лодейне Поле Ленінградської області. Обслуговував секретні (по 1986 рік) винищувачі-перехоплювачі Су-9. Також мав спеціальність механіка 3 класу по літаку та двигуну СУ-9, а також механіка 3 класу по ракетному озброєнню СУ-9. Доводилось обслуговувати літаки МІГ-15УТІ, МІГ-17, МІГ-19, ЯК-28П.
Нагороджений знаком «ОТЛИЧНИК ВОЕННО-ВОЗДУШНЫХ СИЛ». Офіцер у відставці.
З грудня 1970 працював на різних керівних посадах залізничної станції Дарниця Південно-Західної залізниці, в вересні 1996 переведений до Головного інформаційно-обчислювального центру Укрзалізниці, де працював на різних інженерних посадах. З 2005 працював (до 2013) заступником начальника відділу Головного інформаційно-обчислювального центру Укрзалізниці.

## Громадська діяльність
Обирався депутатом Дарницької районної ради м. Києва.
Входить до складу Бобровицького осередку Чернігівського земляцтва в Києві (з 2003), нагороджений Почесною Грамотою за активну участь у роботі Чернігівського земляцтва та сприяння в збереженні і відродженні Сіверського краю.

## Родина
Дружина — Надія Павлівна (народилася також в селі Марківці Бобровицького району Чернігівської області), донька Олена, онука Даринка.

## Відзнаки
- лауреат Державної премії СРСР в галузі науки і техніки (1990).[2]
- почесний працівник транспорту України.